# Aşık Gülabi
Aşık Gülabi (eigentlich Gülabi Gültekin; * 1. Januar 1950 in Sungurlu, Çorum) ist ein alevitisch-türkischer Dichter und Volkssänger (Aşık).
Aşık Gülabi wurde im Dorf Çayan im Landkreis Sungurlu geboren. Im Alter von 15 Jahren erlernte er motiviert durch Ozans das Spielen auf der Saz. Ozans (Dichter und/oder Poet) zogen zu dieser Zeit von Dorf zu Dorf und führten Volkslieder und Gedichte vor. Aşık Gülabi lebt heute in Istanbul. Seit 2009 macht er eine TV-Sendung mit dem Namen Kader Çizgisi auf dem Sender Ekintürk. Außerdem gibt Gülabi Saz Unterricht in Ankara.

## Diskografie
Alben
| - 1998: Yıkılsın Gurbet - 1998: Yeter Felek - 1999: Uyan Kardeş - 1998: Sivas – Madımak - 1998: Gençliğimi Çaldı Yıllar - 1998: Orjinal Kızıldere - 1998: Durdum Ali Darına – Dergah 5 - 1998: Ali’yi Severiz Aleviyiz Biz – Dergah 4 - 1999: Medet - 1999: Kızılbaş Ne Demek? – Dergah 3 | - 1999: 12 İmam Aşkına – Dergah 9 - 1999: Yol Muhammed Alinindir – Dergah 7 - 1999: Gelin Canlar Bir Olalım – Dergah 8 - 1999: Dergah 6 - 2000: Dergah 2 - 2000: Kalem Seni Kırarım - 2001: Kalem Seni Kırarım 2 - 2001: İnsanlık Mektebi - 2002: Ölümsüz Ozanlar Serisi 3 |